# Robert Robinson (kemik)
Sir Robert Robinson, angleški kemik, * 13. september 1886, † 8. februar 1975.
Robinson je leta 1947 prejel Nobelovo nagrado za kemijo.
1. 1 2  data.bnf.fr: platforma za odprte podatke — 2011.
2. 1 2  Encyclopædia Britannica
3. ↑  https://www.fi.edu/laureates/robert-robinson